# MAGIC (MAGICのアルバム)
『MAGIC』（マジック）は日本のロカビリー・バンド、MAGICの3枚目のオリジナル・アルバム。1992年1月21日にメルダックから発売。

## 内容
高橋琢巳が在籍した当時に発売されたMAGICの3rdアルバム。NOBODYとプロデューサーである魚海洋司らの楽曲提供を受け収録された。エディ・コクランの架空インタビューも収載。
1曲目「さらば青春の光」はアルバムバージョンで、編曲・2番以降の歌詞が大きくシングルとは異なる。12曲目「東京ストリートロッカー」は久米浩司脱退後のBLACK CATSのカバー。
2017年10月4日に、デジタルリマスターが施され再発。

## 批評
CDジャーナルは「BLACK CATSの流れを汲む正統派の明るいロカビリー・バンドだけど意外にラヴ・ソングが少ないのが面白い。割と客観的でクールな世界を持ってて不良ぽくないのが逆にカッコいい」と評した。

## 収録曲
| 全編曲: 魚海洋司・MAGIC。 |                                              |                    |                    |       |
| #                         | タイトル                                     | 作詞               | 作曲               | 時間  |
| 1.                        | 「さらば青春の光（Album Version）」          | すぎやまこうたろう | 山口憲一           | 2:52  |
| 2.                        | 「ロカビリー・カーニバル」                   | 森永博志           | 山口憲一           | 3:42  |
| 3.                        | 「Easy rider」                               | 船橋孝樹           | 魚海洋司           | 3:33  |
| 4.                        | 「ランブル・フィッシュ」                     | 船橋孝樹           | 久米浩司・魚海洋司 | 3:13  |
| 5.                        | 「Rainy Season」                             | 中野良子           | 山口憲一・魚海洋司 | 3:13  |
| 6.                        | 「君はTrickstar」                            | 中山泰             | 山口憲一           | 3:16  |
| 7.                        | 「Joker」                                    | 山田ひろし         | NOBODY             | 3:57  |
| 8.                        | 「Nineteens' Days」                          | 船橋孝樹           | NOBODY             | 3:17  |
| 9.                        | 「センチメンタル・カーニバル」               | 船橋孝樹           | 魚海洋司           | 3:17  |
| 10.                       | 「C'mon C'mon C'mon」                        | 山田ひろし         | NOBODY             | 2:47  |
| 11.                       | 「バンコックの夜」                           | 山崎眞行           | 炭谷貴士           | 3:12  |
| 12.                       | 「東京ストリートロッカー」(原曲：BLACK CATS) | 船橋孝樹           | 織田哲郎           | 3:44  |
| 合計時間:                 | 合計時間:                                    | 合計時間:          | 合計時間:          | 40:03 |